# Liste der Universitäten in Estland

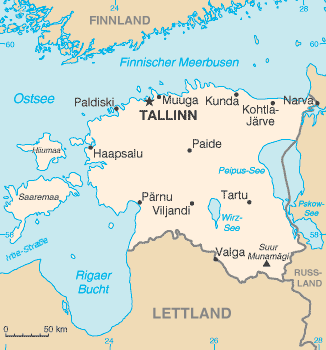
Karte von Estland

Dies ist eine Liste der Universitäten und Hochschulen in Estland. In Estland gibt es 12 anerkannte Universitäten, davon 7 staatliche und 5 private Universitäten sowie 26 weitere Hochschulen:

## Universitäten

### Staatliche Universitäten
| Platz | Universität                                                                                  | Studentenzahl | Gründungsjahr |
| ----- | -------------------------------------------------------------------------------------------- | ------------- | ------------- |
| 1     | Universität Tartu                                                                            | ca. 15.000    | 1632          |
| 2     | Estnische Universität der Umweltwissenschaften, Tartu (bis 2005: Estnische Agraruniversität) | ca. 5.000     | 1848          |
| 3     | Estnische Kunstakademie, Tallinn                                                             | ca. 1.200     | 1914          |
| 4     | Estnische Musikakademie, Tallinn                                                             | keine Angaben | 1918          |
| 5     | Technische Universität Tallinn                                                               | ca. 10.000    | 1918          |
| 6     | Estnische Marineakademie, Tallinn                                                            | ca. 1.000     | 1991          |
| 7     | Universität Tallinn (vormals Pädagogische Universität Tallinn)                               | ca. 7.000     | 2005          |

### Private Universitäten
- Akademie Nord, Tallinn
- International University Audentes, Tallinn (vormals Concordia-International-Universität)
- Euro-Universität, Tallinn
- Estnisches Theologisches Institut der Evangelisch-Lutherischen Kirche, Tallinn
- Estonian Business School, Tallinn

## Hochschulen

### Staatliche Hochschulen
- Technische Hochschule Tallinn
- Estnische Verteidigungsakademie
- Estnisches Institut für Menschenrechte
- Estnisches Theologisches Institut der Evangelisch-Lutherischen Kirche